# Institut d'astrophysique spatiale

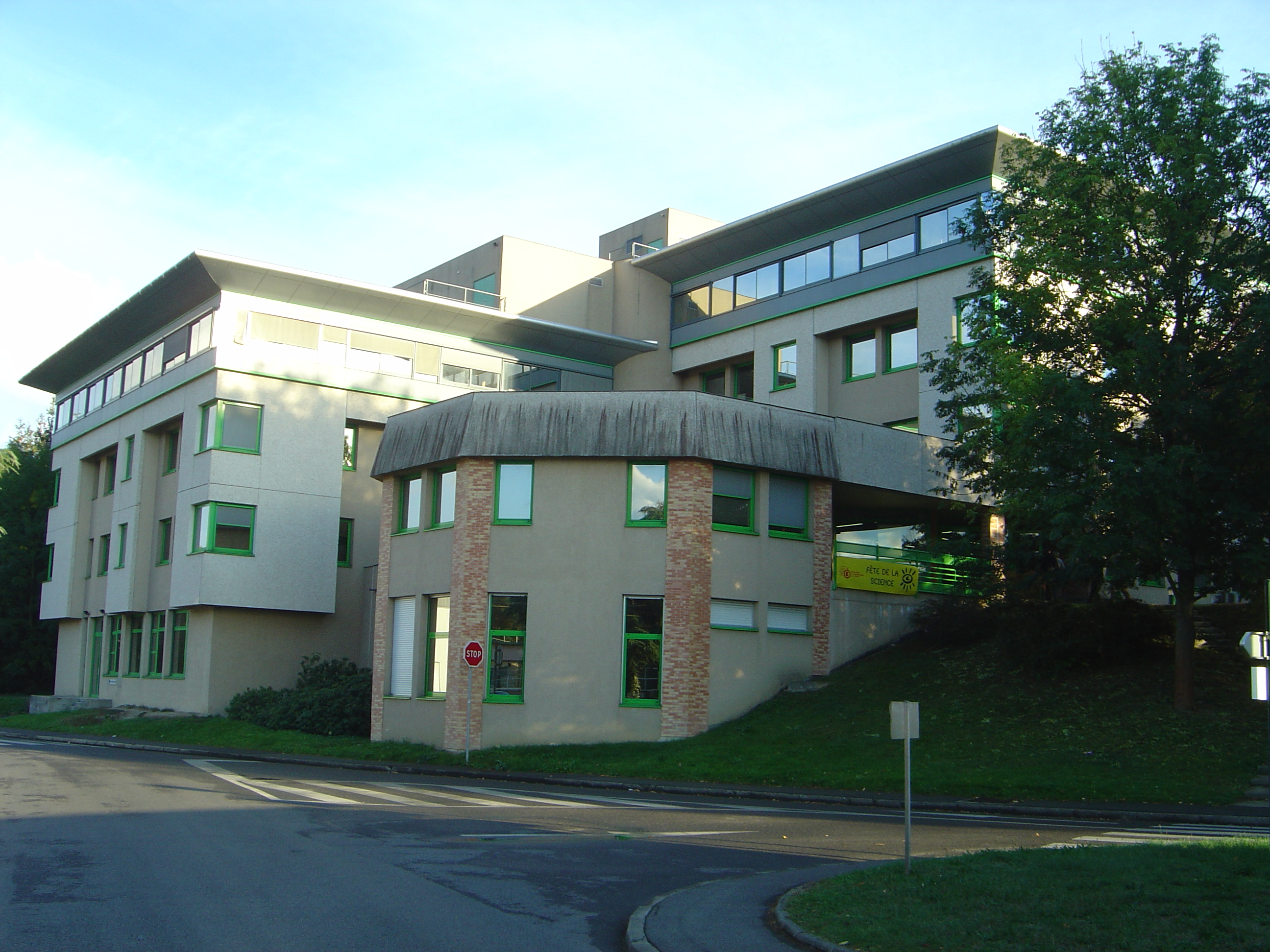
Edificio principal del IAS

El Institut d'astrophysique spatiale (IAS, es: Instituto de Astrofísica Espacial) es un instituto de investigación francés que apoya la investigación avanzada en aeroespacial y astrofísica. Se encuentra en Orsay, justo al sur de París. Es un instituto público de investigación en colaboración con la Universidad Paris-Saclay.

## Investigadores famosos
- Juan Diego Soler, un astrofísico y divulgador científico colombiano